# Батурин, Андрей Константинович (композитор)
Андрей Константинович Батурин (род. 3 ноября 1959 года, Москва) — советский и российский музыкант, гитарист, мультиинструменталист, композитор, продюсер и общественный деятель. Заслуженный артист Республики Ингушетия (2021), Почётный деятель искусств города Москвы (2005).

## Биография
Родился 3 ноября 1959 года в Москве. В 1983 году окончил музыкальное училище имени Гнесиных по специальности «Руководитель эстрадного оркестра, ансамбля». В 1989 году окончил заочное отделение Московского государственного института культуры по специальности «Народное и музыкальное творчество».
В 2007 году окончил Российскую академию государственной службы по специальности «Государственное и муниципальное управление».
В 2020 году окончил Институт современного искусства по специальности «Менеджмент в сфере культуры».

## Творчество
Андрей Батурин увлёкся музыкой во время учёбы в школы. В 1981 году начал играть в ансамбле «Джанг» в Москонцерте под руководством Николая Эрденко, а также сотрудничать с гитаристом Сергеем Ореховым.
С 1982 года работал в Пензенской филармонии в составе группы «Зеркало», исполняя популярные песни с композитором Владимиром Мигулей.
В 1983—1986 годах играл в составе группы «Арсенал» под управление саксофониста Алексея Козлова в Калининградской областной филармонии. В этот период Батурин начинает сочинять собственные инструментальные композиции и готовит к выпуску альбомы гитарной музыки.
В 1986 году Батурин создал группу «Алло», ставя её руководителем и идейным вдохновителем, где исполняет собственные композиции вместе с певицей Екатериной Семёновой.
С тех пор он написал около 400 песен, среди которых «Сюрприз» и «Вечерами» на слова Якова Гальперина, «Угадай» на слова Симона Осиашвили и другие. Среди исполнителей песен Андрея Батурина — Иосиф Кобзон, Лев Лещенко, Юрий Березин, Екатерина Семёнова, Александр Пашутин, Ренат Ибрагимов, Юлиан и другие.
Андрей Батурин написал музыку более чем к 75 фильмам и сериалам, среди которых «Маша и звери» (1996), «Классик» (1998), «Мусорщик» (2001), «Егерь» (2004), «Неуправляемый занос» (2005), «Флэшка» (2006), «Один настоящий день» (2022), «Родные люди» (2023), «Ректор» (2024) и другие. В 1998 году стал лауреатом кинофестиваля «Созвездие» за музыку к фильму «Классик».
Много лет сотрудничает с Российской государственной цирковой компанией, создал музыку более чем к 30 цирковым программам.
С 2000 года Батурин также начал писать академическую музыку. Автор трёх инструментальных концертов: скрипичный концерт « Самое дорогое», камерный цикл «Сюита Вальсов № 1», вокальная оратория «Праздничная» симфонической сюиты «Пигмалион», камерных сочинений: балет «Ожидание» по Куприну, сюита «На Поклонной Горе», музыкальные картины «Листья» и «Голуби», кантата «Три струнных квартета», одноактный балет «Лолита», симфонической поэмы «История Великой Победы», симфонии «Дорога жизни» и другие произведения. Специально для Зимней Олимпиады в Сочи в 2014 году Батуриным написан концерт для альта с оркестром, который был исполнен Симфоническим оркестром Сочинской филармонии под руководством Олега Солдатова.
В 2005 году ему было присвоено почётное звание «Почётный деятель искусств города Москвы». 11 июня 2021 года присвоено звание Заслуженный артист Республики Ингушетия . Указ Главы Республики Ингушетия " О награждении государственными наградами " N 101 .
10 января 2019 года Батурин стал гостем телепередачи «Рождённые в СССР» на телеканале «Ностальгия».

## Общественная деятельность
В 1996 году Андрей Батурин был избран депутатом районного совета Хорошевского района города Москвы. С 2001 по 2004 год был депутатом муниципального собрания, председателем совета депутатов и главой муниципального образования «Хорошевское» города Москва. В 2011—2013 годах являлся руководителем муниципалитета «Хорошевский».
Член Союза композиторов России, Союза кинематографистов России, Союза цирковых деятелей.
В 2013 году назначен на должность заместителя председателя Союза композиторов России. С 2016 года — секретарь Союза композиторов России.
В марте 2014 года поддержал аннексию Крыма, подписал письмо президенту России Владимиру Путину в поддержку аннексии.
С 2017 года является председателем Евразийского Совета композиторов и музыкальных деятелей Ассамблеи Народов Евразии. С 2021 года Президент Союза композиторов Евразии
Член оргкомитета международного фестиваля-конкурса национальной патриотической песни «Красная гвоздика». С 2014 года Руководитель проекта Международный фестиваль-конкурс национальной патриотической песни " Красная Гвоздика " . С 2018 года " Красная Гвоздика " им. И. Д. Кобзона .
С 2014 по 2018 год был президентом Фонда пропаганды, поддержки и развития музыкальной культуры и искусства «МузФонд».с 2014 по настоящее время — руководитель проектов: Евразийский молодежный музыкальный форум молодых композиторов " Мелодии Единства " и молодежный фестиваль-конкурс молодых композиторов РФ , стипендиатов Министерства культуры РФ , на лучшее программное симфоническое произведение . 2020 года советник ректора Российского Государственного социального университета, руководитель проекта Академия Современного искусства РГСУ и Технопарка креативных индустрий РГСУ . С 2017 по настоящее время федеральный эксперт грантовых конкурсов Федерального агентства по делам молодежи.
Автор программы «Стратегия развития Союза композиторов РФ до 2025 года». С 2019 года член Правления Гильдии композиторов Союза кинематографистов РФ.
В марте 2022 года подписал обращение в поддержку военного вторжения России на Украину.

## Личная жизнь
С 1984 по 1992 год был женат на певице Екатерине Семёновой (род. 1961). В 1985 году у них родился сын Иван. Внук — Матвей (род. 2009).
Также у Батурина есть дочь от второго брака.

## Дискография

### Альбомы
- Ночной Полет (1994)
- Киномузыка (2003)
- История Великой Победы (2009)
- Музыка для кино. Часть 1 (2011)
- Музыка для кино. Часть 2 (2011)
- Музыка для кино. Часть 3 (2011)
- Чистая победа (2012)